# Negev-sivatag
A Negev-sivatag, más néven a Negeb (héberül: נגב „a Száraz”, a Bibliában a déli irányt is jelölte) mintegy 12 000 km² területével Izrael Állam közel 60%-át elfoglalja, a népességnek azonban alig tíz százaléka él itt.
Nyugatról az egyiptomi országhatár és a Gázai övezet, keletről az Arava-alföld, északon pedig a Gáza-En Gedi vonal és a Holt-tenger határolja.

## Városok
A háromszög alakzatban elhelyezkedő városok közül a legnagyobb Berseba, Negev kerület székhelye (mintegy 196 000 lakossal). Majdnem a Negev közepén fekszik Micpe Ramon, a Maktes Ramon kráter szélén. A deli csúcson találjuk az izraeli oldalon Elat városát, a jordániai oldalon pedig Aqaba várost. Bersebától délkeletre fekszik Dimona, ahol az izraeliek kísérleti reaktora van.
A Negev-sivatag további városai: Kirjat Gat, Sderot, Netivot, Ofakim, Arad, Jerocham, Rahat, Omer, Lehavim, Meitar, Tel Seba, Ar'ara baNegev, Kseife, Segev Salom, Hura és Lakije.

## Földrajzi felosztása és jellegzetességei

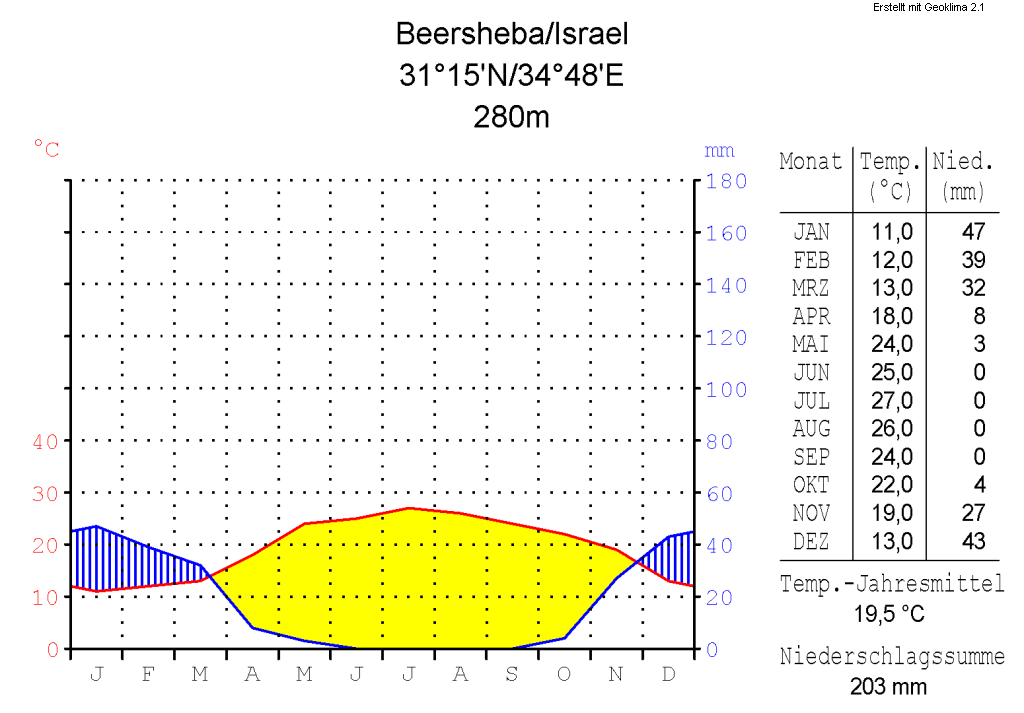
Beer Sheba klímadiagramja

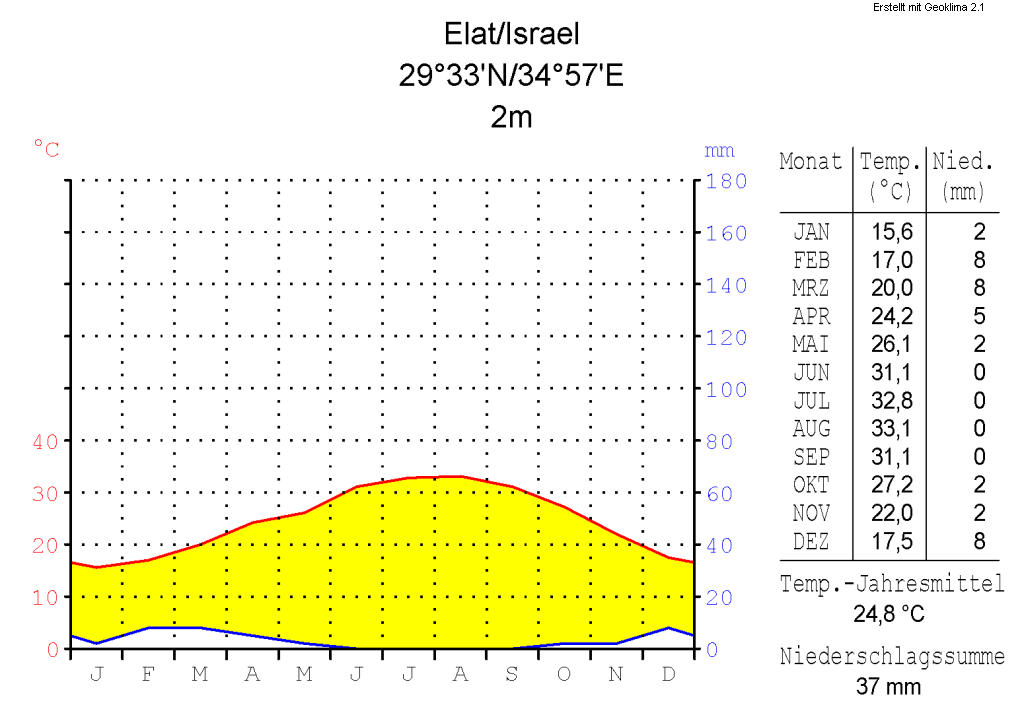
Elat klímadiagramja

A Negev annak a sivatagi övezetnek a része, amely az Atlanti-óceántól egészen Indiáig húzódik. A Negev északi és nyugati részén porózus, részben löszfelszínű síkság alakult ki. A déli táj sokkal változatosabb: hegyek, völgyek, és erózió alakította kráterek szabdalják, amelyek közül a legnagyobb és legismertebb a Maktes Ramon.
Amikor télen és tavasszal bő csapadék hull, a kiszáradt medrek hegyi patakokká változnak, és a sivatag egy rövid időre kivirágzik. A legmagasabb hegy az 1035 m magas Har Ramon. Eilattól 25 km-nyire található a Timna Nemzeti Park, ahol ma is láthatóak a Kr. e. 3000-ben létrehozott rézbányák.
A júdeai sivatagot tévesen a Negev részének szokták tekinteni. Ez azonban helytelen, mivel a júdeai sivatag esőszegény hegyoldal, míg a Negev valódi száraz sivatag. A két terület között képzeletbeli határt húzhatunk Arad városától kelet-nyugati irányban.
A Negevet a Sefela síkságtól elválasztó északi határt a nedvesség határozza meg. Az eredeti meghatározás szerint a sivatag Kirjat Malachi, sőt Kirjat Gat határában kezdődik, azonban a Negev északi, csapadékos területei az utóbbi évtized során mintegy tucat kilométerrel délebbre húzódtak.
A Negev-sivatag északi részén az évi átlagos csapadékmennyiség 350–400 mm. Ez lehetővé teszi, hogy örökzöld tűlevelű erdő éljen ezen a területen. 
Berseba környékén az évi átlagos csapadékmennyiség 200 mm. A Berseba és Szede Boker közötti terület száraz sztyepp képét mutatja, ettől délebbre kezdődik a valódi homoksivatag. Elatban kb. 30 mm a csapadék átlagos mennyisége évente, ami nagy ingadozásokat mutat.
A Negev területén két csapadékos időszak van. Az egyik a téli hónapokban, amikor a délről érkező eső a Földközi-tenger fölé érve egy frontot generál. A többi évszakban a Vörös-tenger felől egy alacsony légnyomású front okoz esőzést, néha igen heveset. Berseba városában a téli, míg Elatban a másodikként leírt esőzés jellemző.

## Kihasználtsága

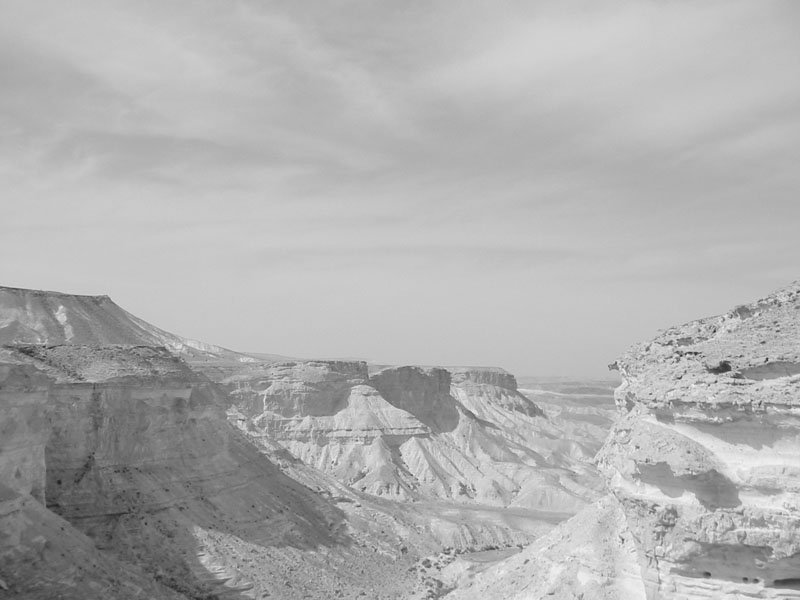
A Negev-sivatag Sede Boker felől

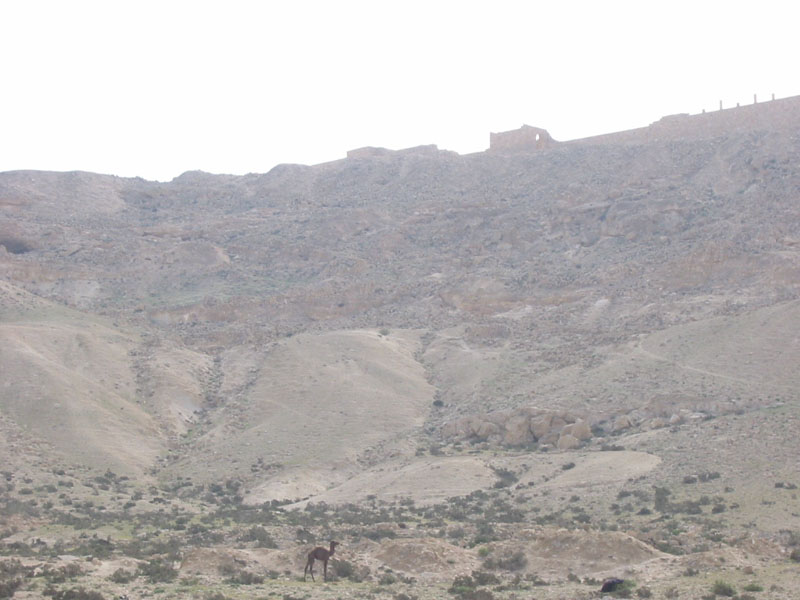
Teve a Negev-sivatagban

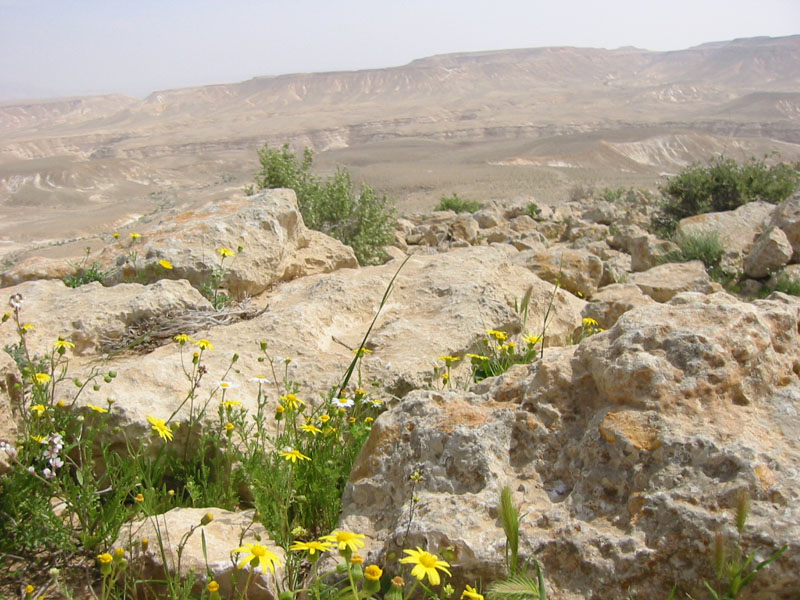
A virágzó Negev

Már Izrael Állam alapításakor megálmodták a sivatag termékennyé tételét, és ezen azóta is fáradoznak. A gondolat legismertebb képviselője Izrael első miniszterelnöke, David Ben-Gurion, aki maga is a Szede Bokerben működő kibucba költözött, hogy közreműködhessen a sivatag benépesítésében.
Innovatív mezőgazdasági módszereket fejlesztenek, tesztelnek és alkalmaznak a Negevben. A Szede Bokerben működő Nemzeti Izraeli Napenergiaintézet és a Negevi Ben Gurion Egyetem Sivatagkutató-centruma világszínvonalúak a maguk területén.
Kétségkívül kiemelkedő gazdasági ágazat a Negevben a haltenyésztés. Az ősi folyó- és tóvizeket mesterséges medencékbe pumpálják. Ezt az enyhe sótartalmú vizet használják a speciális körülményekre kinemesített, helyben termesztett zöldség- és gyümölcsfajták locsolására is. Az izraeli mezőgazdaság számos, Európában ismert terméke a sivatagból származik, hiszen az egész évben enyhe klíma előnyt jelent az exportálók számára.
A Negevben fontos nyersanyagkészlet található. Intenzíven bányásszák az itteni foszfátkészletet, amelyet más országoknak adnak el. Több nehézipari nagyvállalat települt ide, amelyek több ezer munkavállalót foglalkoztatnak. Itt dolgozzák fel például a Holt-tengerből nyert bromidot.
Az idegenforgalom különösen fontos szerepet játszik ennek a sivatagnak a kihasználásában. A Negev csodálatos sokszínűsége és a viszonylag kis távolságok rengeteg bel- és külföldi turistát lenyűgöznek, ami a turisztikai kínálat folyamatos bővülését vonja maga után.
Sok bevándorló célja ez a terület. Elsősorban a volt Szovjetunió és Etiópia lakói költöznek át ide. A Negev területén összesen mintegy 600 000 ember él.
A Negev-sivatag nagy kiterjedésű pusztáit kizárólag katonai célokra használják. Izrael legfontosabb katonai repterei ebben a régióban vannak. Hadgyakorlatokat, rakétateszteket végeznek itt.

## Fordítás
- Ez a szócikk részben vagy egészben  a   Negev című német Wikipédia-szócikk ezen változatának fordításán alapul.  Az eredeti cikk szerkesztőit annak laptörténete sorolja fel. Ez a jelzés csupán a megfogalmazás eredetét és a szerzői jogokat jelzi, nem szolgál a cikkben szereplő információk forrásmegjelöléseként.